# Daldorf
Daldorf ist eine Gemeinde im Kreis Segeberg in Schleswig-Holstein.

## Geografie

### Geografische Lage
Das Gemeindegebiet von Daldorf erstreckt sich im Osten der naturräumlichen Haupteinheit Holsteiner Vorgeest zwischen Bornhöved und Bad Segeberg. Die Brandsau bildet die südliche Gemeindegrenze ab.

### Gemeindegliederung
Siedlungsgeographisch gliedert sich die Gemeinde in die Wohnplätze des gleichnamigen Dorfes, die Höfesiedlungen Eichholm und Hohenberg, die Häusergruppe Hoffnung, die Forsthäuser Heidberg und Tannenhof, sowie die Einzelsiedlung des Gutes Pettluis.

### Nachbargemeinden
Direkt angrenzende Nachbargemeinden von Daldorf sind:
|          | Trappenkamp, Tarbek                         |       |
| Rickling | Kompassrose, die auf Nachbargemeinden zeigt | Blunk |
|          | Negernbötel                                 |       |

## Geschichte
Pettluis ist ein ehemaliges Hamburger Staatsgut.

## Politik

### Gemeindevertretung
Bei der Kommunalwahl 2023 errang die CDU erstmals alle neun Sitze in der Gemeindevertretung. Die Wahlbeteiligung betrug 53,9 Prozent.

### Wappen
Blasonierung: „In Gold über einem breiten grünen Schildfußbord ein rotes Wagenrad, oberhalb rechts und links begleitet von je einem grünen Birkenzweig, darüber zwei rote gekreuzten Torfspaten.“

## Wirtschaft und Infrastruktur
Der Ort ist überwiegend landwirtschaftlich geprägt. Außerdem gibt es zwei Holzverarbeitungsbetriebe, die knapp 200 Mitarbeiter beschäftigen.
Daldorf liegt etwa zehn Kilometer nördlich von Bad Segeberg an der Bundesautobahn 21.

## Sehenswürdigkeiten
In der Liste der Kulturdenkmale in Daldorf stehen die in der Denkmalliste des Landes Schleswig-Holstein eingetragenen Kulturdenkmale. Es handelt sich um das Herrenhaus und das Verwalterhaus auf dem Gut Pettluis, einem ehemaligen adeligen Gut, das sich nach einer wechselvollen Geschichte nun seit Anfang der 1990er Jahre im Besitz von Christian und Andrea Wätjen befindet.
Der mehr als 330 Hektar große ErlebnisWald Trappenkamp der Schleswig-Holsteinischen Landesforsten befindet sich teilweise im Gemeindegebiet.